# Fjodor Grigorjewitsch Solnzew

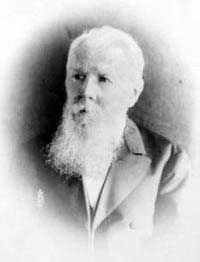
Fjodor Grigorjewitsch Solnzew

Fjodor Grigorjewitsch Solnzew (russisch Фёдор Григорьевич Солнцев; * 14. Apriljul. / 26. April 1801greg. im Dorf Werchne-Nikulskoje bei Rybinsk; † 3. Märzjul. / 15. März 1892greg. in St. Petersburg) war ein russischer Künstler, Restaurator, Kunstwissenschaftler und Hochschullehrer.

## Leben
Solnzew stammte aus einer leibeigenen Bauernfamilie des Grafen Alexei Mussin-Puschkin und hatte drei Brüder und eine Schwester. Sein jüngster Bruder Jegor wurde Maler. Graf Mussin-Puschkin erkannte die Begabung Fjodor Solnzews und entließ die Familie aus der Leibeigenschaft, so dass Fjodor Solnzew 1815 nach St. Petersburg an die Kaiserliche Akademie der Künste geschickt werden konnte.
In den ersten eineinhalb Jahren in der Akademie lernte Solnzew in der Klasse für Gips-Modellierung nach der Natur. Im März 1819 kam er in die Malerei-Klasse. Seine Lehrer waren Alexander Warnek, Alexei Jegorow und Stepan Schtschukin. Nach den Abschlussarbeiten im Februar 1824 schlug ihm der Akademie-Rat vor, ein Wettbewerbsbild eigener Wahl zu malen. Er malte eine Bauernfamilie vor dem Mittagsmahl, wofür er die kleine Goldmedaille erhielt. Er wurde zum Künstler 14. Klasse ernannt und als Stipendiat für eine weitere Ausbildung entlassen. 1827 erhielt er für das Aquarell Gebt dem Kaiser, was des Kaisers ist die große Goldmedaille der Akademie, worauf er als Lehrer der Malerei von der Akademie angestellt wurde. Einer seiner Schüler war Nikolai Ramasanow. Daneben erfüllte er private Aufträge.
1830 wurde Solnzew auf kaiserlichen Befehl von dem Staatsrat-Mitglied Alexei Olenin nach Moskau und anderen Orten geschickt, um zur Dokumentierung der alten Sitten und Gebräuche Gewänder, Waffen, kirchliche und kaiserliche Gegenstände und andere Dinge zu zeichnen. Er fertigte mehr als 3000 genaue Zeichnungen von alten Haushaltsgegenständen, Ikonen, Gebäuden, Kleidung, Rüstungen und Waffen an. Etwa 700 dieser Zeichnungen bildeten den Hauptteil des von Alexei Olenin konzipierten und nach dessen Tod von Nikolaus I. veröffentlichten Werkes über die Altertümer des russischen Staates.
1836 wurde Solnzew für sein Gemälde des Treffens des Großfürsten Swjatoslaw I. mit dem byzantinischen Kaiser Johannes Tzimiskes zum Akademiker ernannt. Solnzew beteiligte sich an der Ausmalung und Restaurierung vieler Kirchen. Er entdeckte und restaurierte Mosaike und Fresken in der Kiewer Sophienkathedrale, in der Mariä-Entschlafens-Kathedrale des Kiewer Höhlenklosters und in der Demetrius-Kathedrale in Wladimir. 1836–1849 renovierte er mit dem Architekten Pjotr Gerassimow den Terem-Palast im Moskauer Kreml. 1843 zeichnete er ein Antimension für den Verlag des Heiligsten regierenden Synods in St. Petersburg. 1876 wurde Solnzew anlässlich seines 50-jährigen Dienstjubiläums zum Professor ernannt. In den 1880er Jahren gestaltete er Bücher des russisch-orthodoxen Verlages Ignati Tusows. Mit dem Metropoliten Philaret Drosdow und dem Archimandriten Photius Spasski begründete er die russische Ikonenmalerei.
Solnzew starb am 15. März 1892 in St. Petersburg und wurde auf dem Wolkowo-Friedhof an den Literatenbrücken begraben.

## Werke (Auswahl)

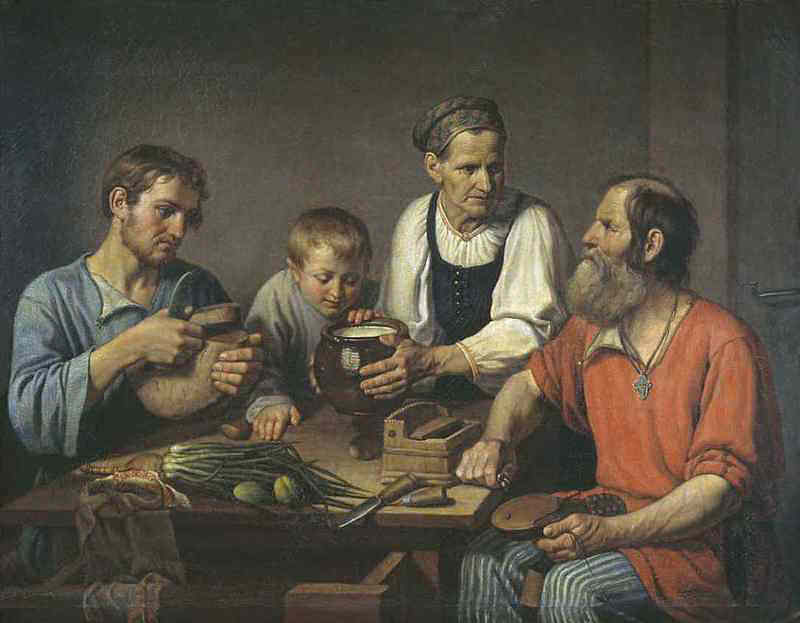
Bauernfamilie vor dem Mittagsmahl (1824)
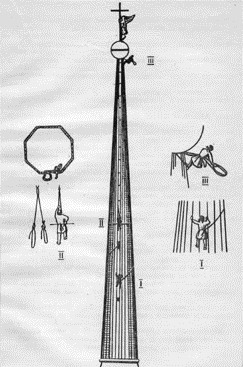
Pjotr Teluschkin erklettert die Turmspitze der St. Petersburger Peter-und-Paul-Kathedrale (1831)
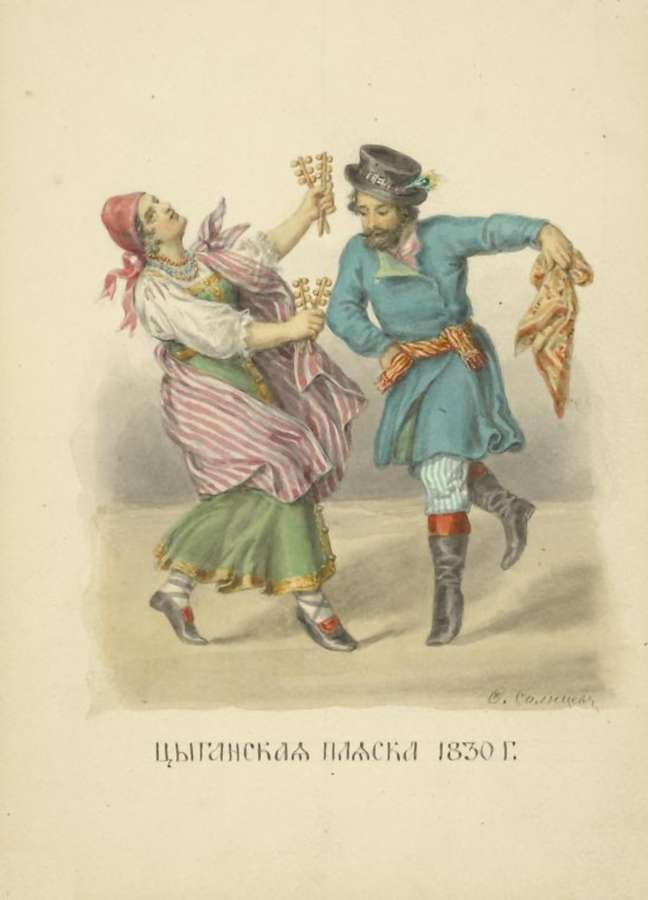
Russischer Zigeunertanz (1830)
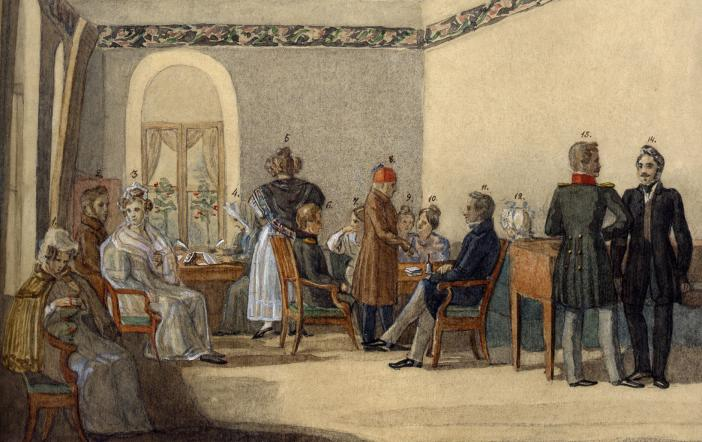
Gastmahl im Hause Olenins (1834)
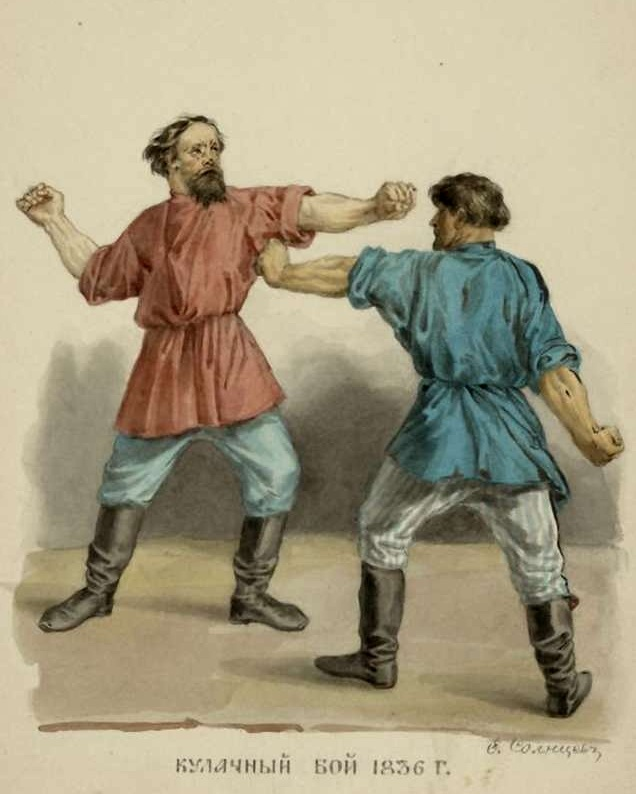
Kampf zweier Russen (1836)
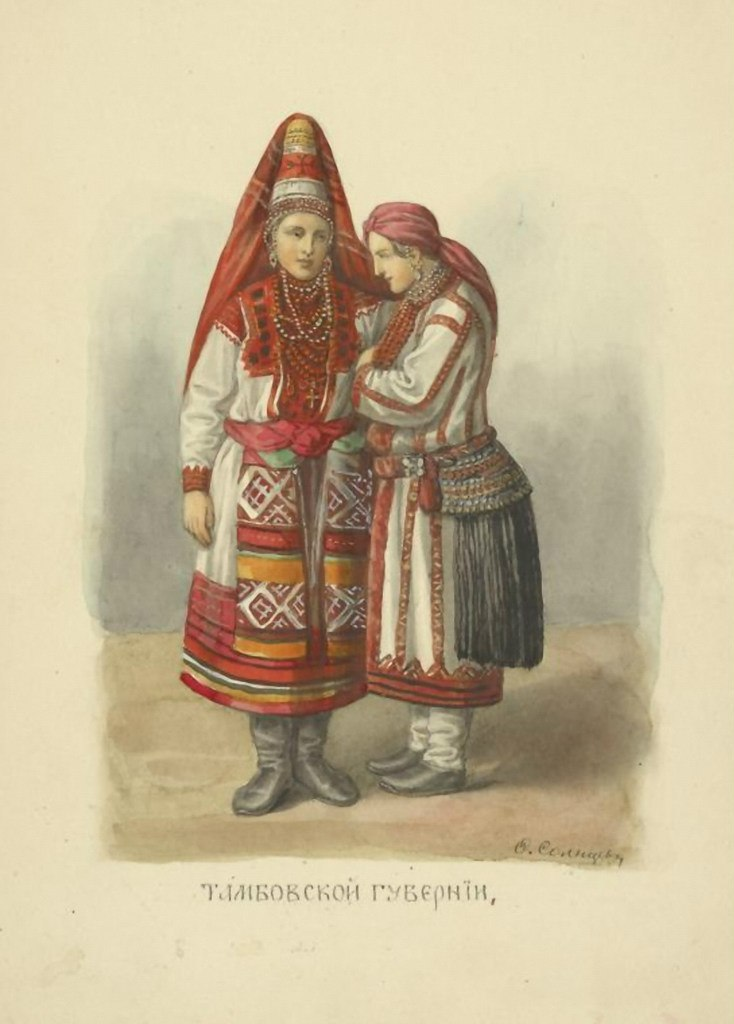
Frauen des Gouvernements Tambow
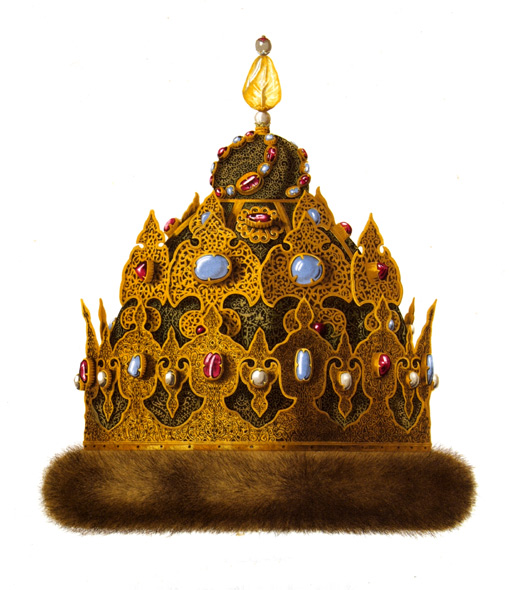
Kasaner Zarenkrone (Chromolithografie nach Solnzews Zeichnung), Rüstkammer des Moskauer Kremls
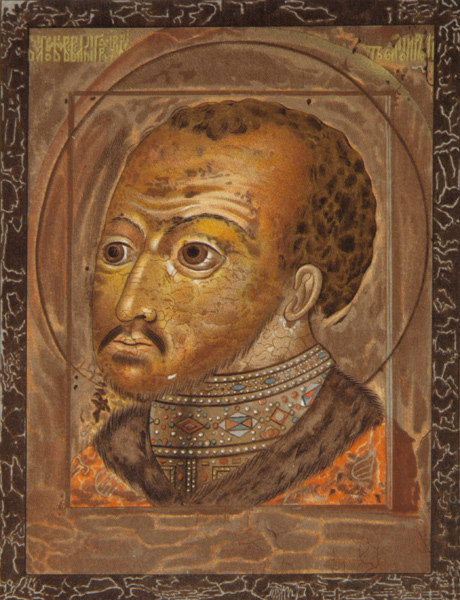
Parsuna Fjodors I. (Chromolithografie nach Solnzews Zeichnung)
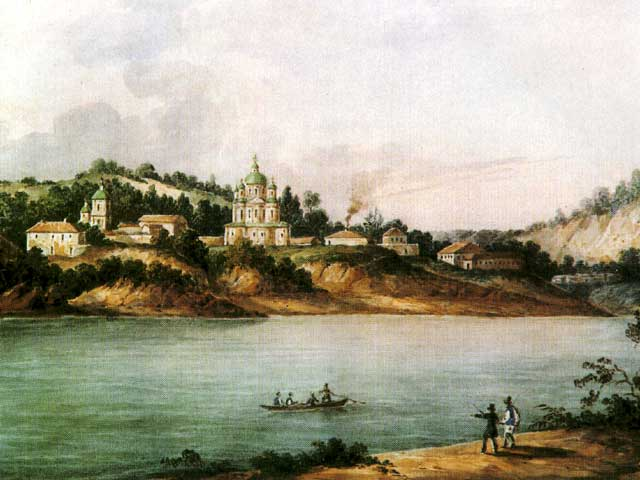
Kloster Meschyhirja (1843)
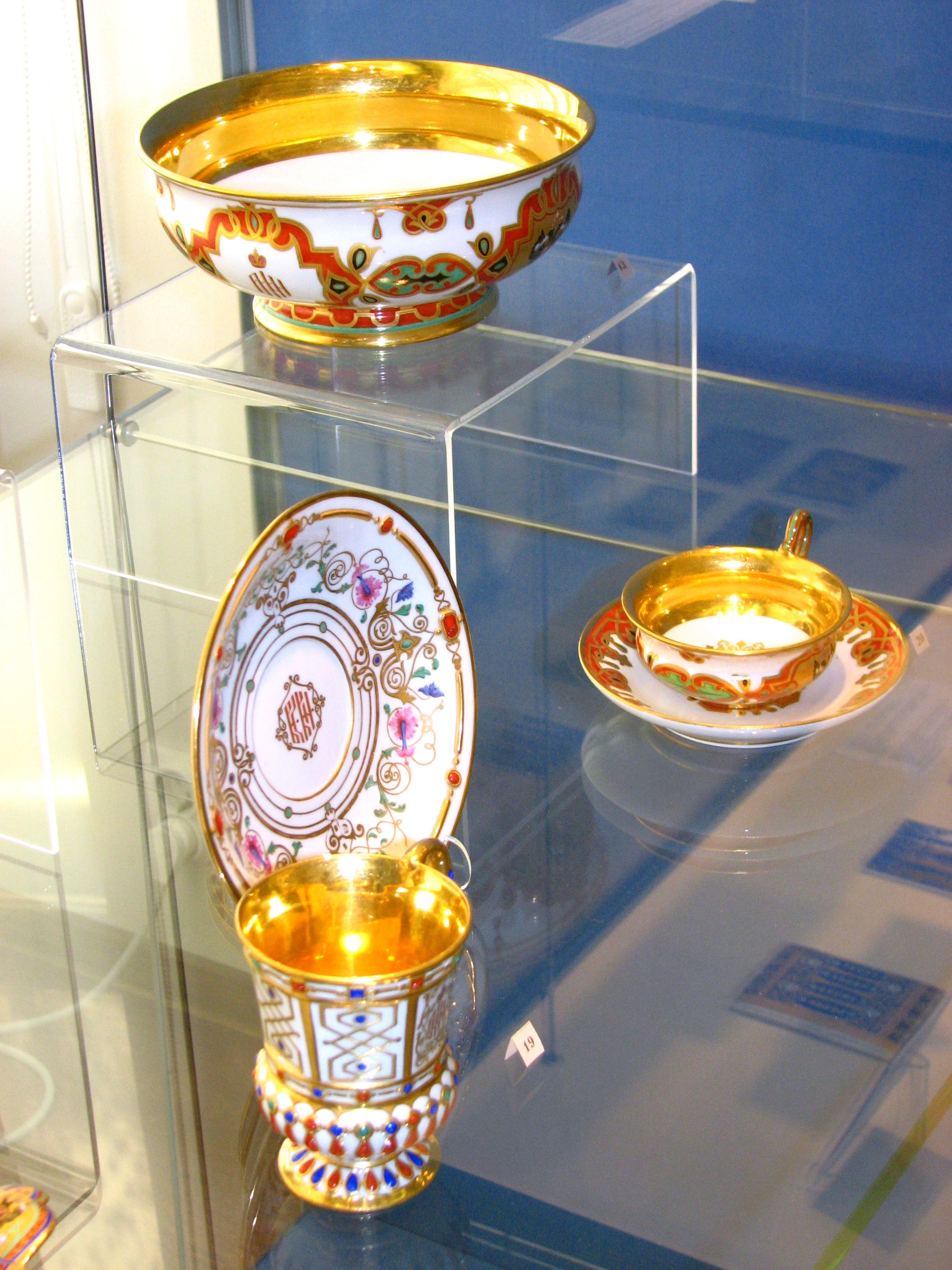
Porzellan-Service für die Hochzeit des Großfürsten Konstantin Nikolajewitsch (1848, Museum der Kaiserlichen Porzellanmanufaktur St. Petersburg)
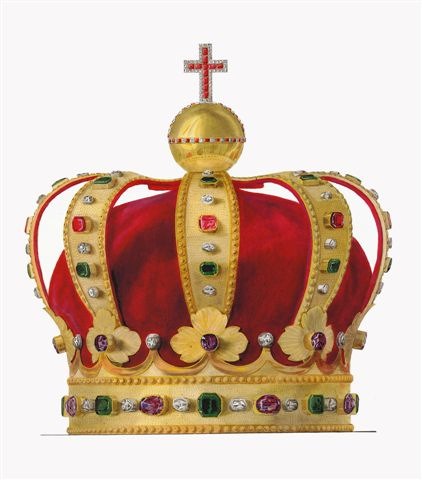
Krone des Königs Giorgi XII. von Georgien
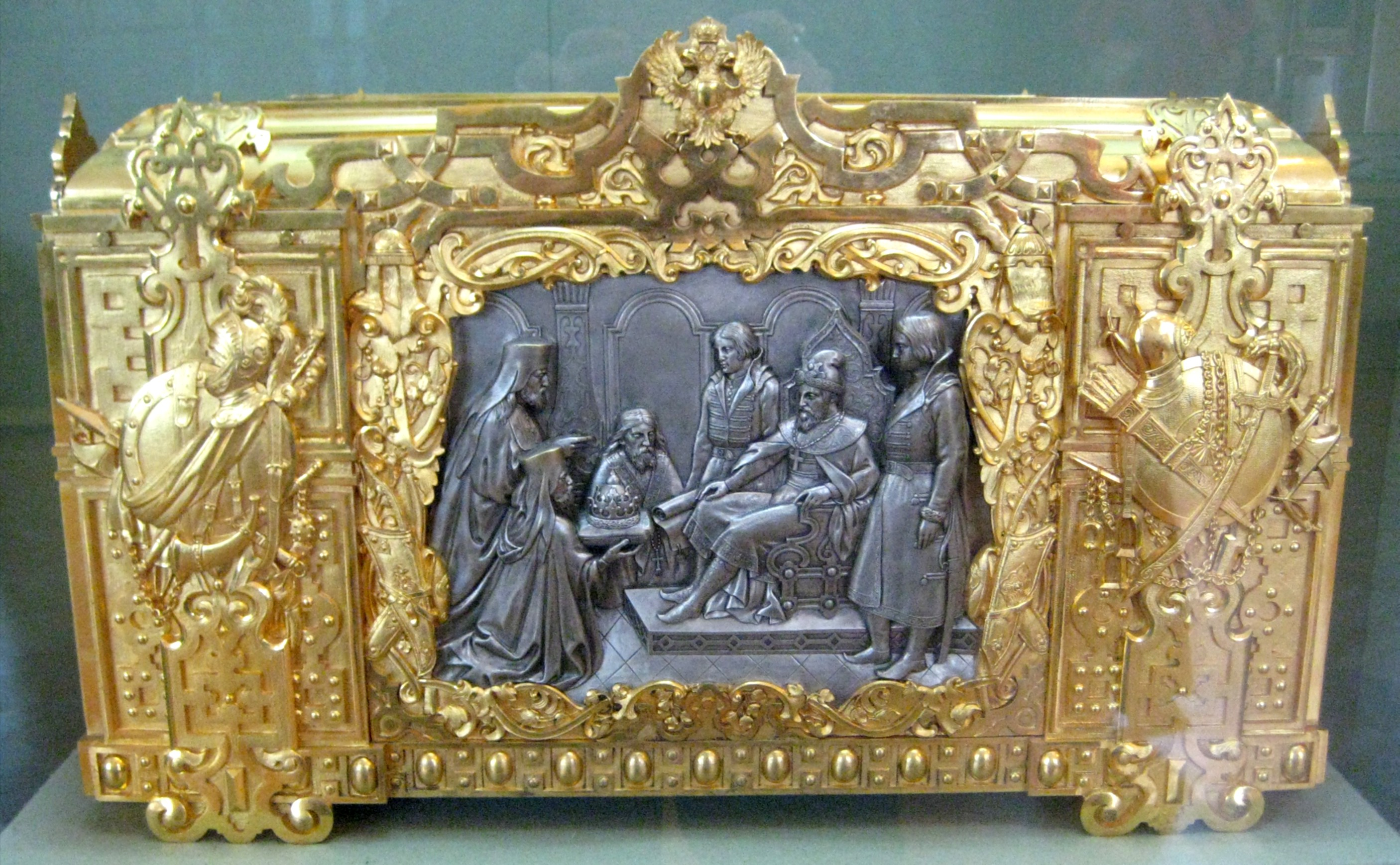
Schatulle für Thronfolgedokument Iwans IV. (1853–1858)